# アジアの雑誌

アジアの雑誌(アジアのざっし)は、キョーハンブックスが刊行している雑誌。2011年7月20日創刊。毎月の20日に発売。2013年5月発売の23号をもって休刊。

## 概要
東南アジアのナイト・エンターテインメントを中心に旅行情報、グルメ、政治・経済・時事ネタまでカバーする総合情報誌。
下川裕治が連載を提供している。

## 常時連載
- アジアな女たち - グラビアで、アジアの女性を紹介する。
- 生き場探しの旅 - 下川裕治のエッセイ。
- 歩け！！大人の沖縄 - 猫島礼の漫画。
- 夜行性の天使の都 - 岩井志麻子の小説。

## 販売エリア
日本、タイ、通信販売、アマゾン、で購入可能である。